# Copa América žen CAF7 2019
Copa América žen CAF7 2019 bylo 1. ročníkem Copa América žen CAF7 a konalo se v argentinském městě Córdoba v období od 28. do 1. prosince 2019. Účastnilo se ho 6 týmů, které byly rozděleny do 2 skupin po 3 týmech. Ze skupiny pak postoupily do vyřazovací fáze první a druhý celek. Vyřazovací fáze zahrnovala 4 zápasy. Argentina na turnaj vyslala dva ženské týmy, a to tým z Córdoby a BS. AS. Ve finále zvítězily reprezentantky Mexika, které porazily výběr žen Ekvádoru 7:0.

## Stadion
Turnaj se hrál na jednom stadionu v jednom hostitelském městě: Estadio Mario Alberto Kempes (Córdoba).
| Estadio Mario Alberto Kempes |
| Kapacita: 1 000              |
| Córdoba                      |

## Skupinová fáze
| Vysvětlivky                     |
| ------------------------------- |
| Tým postupující do semifinále   |
| Vítěz zápasu je tučně zvýrazněn |

#### Skupina A
| Tým               | Z | V | R | P | VG | IG | +/− | B |
| ----------------- | - | - | - | - | -- | -- | --- | - |
| Mexiko            | 2 | 2 | 0 | 0 | 18 | 2  | +16 | 6 |
| Chile             | 2 | 1 | 0 | 1 | 1  | 14 | −13 | 3 |
| Argentina Córdoba | 2 | 0 | 0 | 2 | 2  | 5  | −3  | 0 |

| 29. listopadu 2019 10:00 |       |                   |                                       |
| Mexiko                   | 4 : 2 | Argentina Córdoba | Estadio Mario Alberto Kempes, Córdoba |
|                          |       |                   | Estadio Mario Alberto Kempes, Córdoba |

| 29. listopadu 2019 15:00 |        |        |                                       |
| Chile                    | 0 : 14 | Mexiko | Estadio Mario Alberto Kempes, Córdoba |
|                          |        |        | Estadio Mario Alberto Kempes, Córdoba |

| 30. listopadu 2019 11:00 |       |       |                                       |
| Argentina Córdoba        | 0 : 1 | Chile | Estadio Mario Alberto Kempes, Córdoba |
|                          |       |       | Estadio Mario Alberto Kempes, Córdoba |

#### Skupina B
| Tým               | Z | V | R | P | VG | IG | +/− | B |
| ----------------- | - | - | - | - | -- | -- | --- | - |
| Ekvádor           | 2 | 2 | 0 | 0 | 6  | 2  | +4  | 6 |
| Argentina BS. AS. | 2 | 1 | 0 | 1 | 7  | 3  | +4  | 3 |
| Uruguay           | 2 | 0 | 0 | 2 | 1  | 9  | −8  | 0 |

| 29. listopadu 2019 12:00 |       |                   |                                       |
| Uruguay                  | 0 : 6 | Argentina BS. AS. | Estadio Mario Alberto Kempes, Córdoba |
|                          |       |                   | Estadio Mario Alberto Kempes, Córdoba |

| 29. listopadu 2019 17:00 |       |         |                                       |
| Uruguay                  | 1 : 3 | Ekvádor | Estadio Mario Alberto Kempes, Córdoba |
|                          |       |         | Estadio Mario Alberto Kempes, Córdoba |

| 30. listopadu 2019 9:00 |       |         |                                       |
| Argentina BS. AS.       | 1 : 3 | Ekvádor | Estadio Mario Alberto Kempes, Córdoba |
|                         |       |         | Estadio Mario Alberto Kempes, Córdoba |

## Vyřazovací fáze
|  | Semifinále | Semifinále       | Semifinále |  |  | Finále      | Finále           | Finále      |
|  |            |                  |            |  |  |             |                  |             |
|  |            | Mexiko           | 9          |  |  |             |                  |             |
|  |            | Argentina BS.AS. | 0          |  |  |             |                  |             |
|  |            |                  |            |  |  |             | Mexiko           | 7           |
|  |            |                  |            |  |  |             | Ekvádor          | 0           |
|  |            | Ekvádor          | 2          |  |  |             |                  |             |
|  |            | Chile            | 1          |  |  | Třetí místo | Třetí místo      | Třetí místo |
|  |            |                  |            |  |  |             | Chile            | 2           |
|  |            |                  |            |  |  |             | Argentina BS.AS. | 1           |

#### Semifinále
| 30. listopadu 2019 17:00 |       |                   |                                       |
| Mexiko                   | 9 : 0 | Argentina BS. AS. | Estadio Mario Alberto Kempes, Córdoba |
|                          |       |                   | Estadio Mario Alberto Kempes, Córdoba |

| 30. listopadu 2019 20:00 |       |       |                                       |
| Ekvádor                  | 2 : 1 | Chile | Estadio Mario Alberto Kempes, Córdoba |
|                          |       |       | Estadio Mario Alberto Kempes, Córdoba |

#### O 3. místo
| 1. prosince 2019 |       |                   |                                       |
| Chile            | 2 : 1 | Argentina BS. AS. | Estadio Mario Alberto Kempes, Córdoba |
|                  |       |                   | Estadio Mario Alberto Kempes, Córdoba |

#### Finále
| 1. prosince 2019 |       |         |                                       |
| Mexiko           | 7 : 0 | Ekvádor | Estadio Mario Alberto Kempes, Córdoba |
|                  |       |         | Estadio Mario Alberto Kempes, Córdoba |